# I Feel Free
I Feel Free is een nummer van de Britse band Cream, uitgebracht op single in 1966. De tekst van het nummer is geschreven door Pete Brown, terwijl Jack Bruce de muziek schreef. In de Verenigde Staten verscheen het nummer als de eerste track op hun debuutalbum Fresh Cream. Het nummer was de tweede hit voor de band, na "Wrapping Paper". 

## Achtergrond
Op het nummer is de muzikale diversiteit van de band te horen, waarbij bluesrock werd gemengd met psychedelische pop.
Het nummer werd opgenomen in september 1966 met een Ampex reel-to-reelbandopname. Producer Robert Stigwood, die het nummer opnam samen met John Timperley, maakte de keuze om het nummer niet op de Engelse versie van het album te zetten en het in plaats daarvan op single uit te brengen.
"I Feel Free" werd door meerdere artiesten gecoverd. Jack Bruce nam het nummer in 1986 zelf op voor een commercial voor de Renault 21, wat zijn enige solohit werd in het Verenigd Koninkrijk. De cover van Belinda Carlisle werd uitgebracht als de vierde single van haar album Heaven on Earth uit 1988 en verscheen dat jaar in de film License to Drive. Andere covers werden gemaakt door artiesten als The Amboy Dukes (met Ted Nugent), David Bowie, Foo Fighters, Gregorian, Mark King (van Level 42) en The Second Coming (The Allman Brothers Band).

## Muzikanten
- Ginger Baker: drums, percussie, zang
- Jack Bruce: zang, basgitaar
- Eric Clapton: gitaar, zang

## Hitnoteringen

### Nederlandse Top 40
| Hitnotering: 04-02-1967 t/m 25-03-1967 | Hitnotering: 04-02-1967 t/m 25-03-1967 | Hitnotering: 04-02-1967 t/m 25-03-1967 | Hitnotering: 04-02-1967 t/m 25-03-1967 | Hitnotering: 04-02-1967 t/m 25-03-1967 | Hitnotering: 04-02-1967 t/m 25-03-1967 | Hitnotering: 04-02-1967 t/m 25-03-1967 | Hitnotering: 04-02-1967 t/m 25-03-1967 | Hitnotering: 04-02-1967 t/m 25-03-1967 | Hitnotering: 04-02-1967 t/m 25-03-1967 |
| Week:                                  | 1                                      | 2                                      | 3                                      | 4                                      | 5                                      | 6                                      | 7                                      | 8                                      |                                        |
| -------------------------------------- | -------------------------------------- | -------------------------------------- | -------------------------------------- | -------------------------------------- | -------------------------------------- | -------------------------------------- | -------------------------------------- | -------------------------------------- | -------------------------------------- |
| Positie:                               | 24                                     | 21                                     | 22                                     | 20                                     | 18                                     | 22                                     | 26                                     | 33                                     | uit                                    |

### Nationale Hitparade top 50 /Single Top 100
| Hitnotering: 21-02-1987 t/m 25-04-1987 | Hitnotering: 21-02-1987 t/m 25-04-1987 | Hitnotering: 21-02-1987 t/m 25-04-1987 | Hitnotering: 21-02-1987 t/m 25-04-1987 | Hitnotering: 21-02-1987 t/m 25-04-1987 | Hitnotering: 21-02-1987 t/m 25-04-1987 |
| Week:                                  | 1                                      | 2                                      | 3                                      | 4                                      |                                        |
| -------------------------------------- | -------------------------------------- | -------------------------------------- | -------------------------------------- | -------------------------------------- | -------------------------------------- |
| Positie:                               | 20                                     | 20                                     | 16                                     | 16                                     | uit                                    |